# Natasha Salguero
Natasha Salguero Bravo (21 de diciembre de 1948, Quito) es una novelista, ensayista, poeta y periodista ecuatoriana, ganadora en 1989 del Premio Aurelio Espinosa Pólit, empleando un pseudónimo masculino por su novela Azulinaciones; convirtiéndose en la primera mujer en conseguir este reconocimiento. En el mismo año ganó el Premio Gabriela Mistral de Poesía y adicionalmente posee una mención especial de honor al mérito literario por Unión Nacional de Periodistas.

## Biografía
Salguero nace en 1952 en Quito (Ecuador), es la quinta hija de Sixto Salguero, actor de teatro; y de María Bravo, profesora de historia y geografía; desde 1957 a 1967 estudió danza y fue alumna de la bailarina alemana Sabine Naundorf. También fue alumna del Pintor Oswaldo Viteri. Su nombre fue elegido por la obra “Nuestra Natacha” del autor Alejandro Casona.

### Infancia
Tuvo una infancia llena de fantasía teatral y rodeada de libros. Desde pequeña era una lectora voraz. Creció en el barrio El Dorado con su familia. Junto a sus hermanos representaba a los personajes de la obra “Sueño de una noche de verano” de William Shakespeare. Entre los 5 y 6  años de edad empezó su pasión por el teatro actuando en diferentes obras en el Teatro Experimental Universitario

### Formación
La educación primaria y secundaria la cursó en el Colegio Americano de Quito. Numerosas veces fue elogiada por su buen rendimiento en matemáticas y redacción. Debido a esto, escribió y dirigió una obra de teatro para la clase de inglés tomando como referencia el cuento “Caperucita Roja”.
Desde joven participó en varios concursos de libro leído y oratoria. Además, estudió danza con Sabina Naundorf durante diez años y danzas folklóricas con Patricia Aulestia. Con su grupo de danza representó varias veces a Quito
Se graduó como la mejor bachiller de la especialización en Físico-Matemáticas. A pesar de que había programado estudiar Arquitectura, Ingeniería, Física o Psiquiatría, finalmente se decidió por estudiar  Ciencias de la Información en la facultad de Periodismo y Bellas Artes en la Universidad Central del Ecuador. En el año de 1973 obtuvo la licenciatura. Además posee un Doctorado de la Pontificia Universidad Católica de Quito.

### Ocupación
Se inició en el periodismo en 1974 y trabajó para revistas como: Vistazo y Hogar. En 1976 formó parte del equipo periodístico de la revista Nueva y posteriormente en el Suplemento del Diario Hoy, también trabajo para El Comercio; fue jefa de redacción y editora de la revista Trazos. Además, fue traductora del Servicio Ecuatoriano de Normalización. En 1993 se convierte en Directora del Fondo Nacional de Cultura y en 1994 es Directora Nacional de Cultura. En el 2007 fue elegida Presidenta de la Sociedad Ecuatoriana de Escritores, cargo que desempeñó hasta el 2009. Además, estuvo encargada de la sección de teatros de la Casa de la Cultura Ecuatoriana
Debido a su experiencia multidisciplinaria en periodismo, como ensayista, novelista, en la poesía y, crítica de danza y teatro, a viajado dándose a conocer  en diversos países del mundo: Colombia, Venezuela, Estados Unidos, México, Holanda y Alemania. Ejerció como crítica de danza y teatro para impulsar las artes escénicas y promover la carrera artística de varios bailarines. Por su trayectoria también ha realizado varios talleres y cursos sobre: periodismo científico, educativo e investigativo; guion cinematográfico; curso de promoción popular y educación; cursos de administración, antropología y derechos de autor.

## Estilo literario
Su estilo literario revela la influencia de grandes personajes en la literatura universal como Rabindranath Tagore, Charles Dickens, Margarite Yourcenar, Genet, Cocteau, entre otros.  Además, demuestra también la influencia de autores ecuatorianos como  de César Vallejo, el impacto del “boom latinoamericano”  y escritores ecuatorianos como José de la Cuadra, Jorge Icaza, Ángel Rojas, entre muchos más.
En 1984 escribe El Jardín de los Grifos. El escritor Miguel Donoso Pareja la selecciona para que sea parte de la Colección Cien Autores Ecuatorianos, obra que no fue publicada. En 1989 recrea el texto y opta por el título Azulinaciones.
Participó como representante del Ecuador en el Festival Internacional de Poesía en Cartagena (Colombia) y en el 2006 obtuvo una Mención especial de honor al mérito literario por la Unión Nacional de Periodistas. Es "considerada una de las más importantes escritoras del Ecuador contemporáneo".
En el 2002, publicó el poemario Nave Palabra, que en primera instancia despertó un gran interés dentro del público en general y de críticos literarios ecuatorianos. dentro del punto de vista del reconocido escritor ecuatoriano Eliécer Cárdenas, su obra "se trata de textos anclados en la posmodernidad, donde lo fugaz trata de ser aprehendido, intenta tornarse en un espejo donde se miran jirones fugases, sombras, apariencias o meras alusiones.
Su literatura expresa el malestar social derivado de un período de inestabilidad política, de represión y desorientación, de una árdua búsqueda de alternativas  e ideas que se vivieron durante la dictadura militar en la década de los sesenta y setenta.
Sus obras han aparecido en varias antologías como: Ars Erótico, Poesía erótica de mujeres y 14 narradoras ecuatorianas, antología crítica compilada por Adelaida López y Gloria da Cunha-Gabbai y editada por la Universidad de Puerto Rico. Además, sus poemas y textos han sido traducidos al inglés, italiano y hebreo.

### Principales influencias
Durante la primaria admiraba con gran afición las obras de Mark Twain, Charles Dickens y Julio Verne. Al pasar a la adolescencia tiene como referencias las obras de Hermann Hesse, Thomas Mann y Giovanni Papini. Los temas acerca del realismo socialista, específicamente: Los de abajo de Mariano Azuela, El mundo es ancho y ajeno de Ciro Alegría y Doña Bárbara de Rómulo Gallegos. Con el pasar de los años comenzó a leer a más autores ecuatorianos como Juan Montalvo, Jose de la Cuadra, Alfredo Pareja Diezcanseco, Ángel Felicisimo Rojas, entre otros. Otras autores clave como influencias están: John Steinbeck, Shakespeare y Edgar Allan Poe.

### Azulinaciones
Es su novela más destacada publicada en 1989, donde trata temas como: sexo, drogas y alcohol y la pérdida de valores en la sociedad de ese año, principalmente de tipo feminista; utilizando un seudónimo masculino lo inscribió para el Premio Aurelio Espinosa Pólit resultando ganadora en la Categoría de Novela, convirtiéndose en la primera mujer en conseguir este reconocimiento; también obtuvo el Premio Gabriela Mistral de Poesía del Club Femenino de Cultura; respecto a esto la Crítica Literaria Celia Velasco dijo:

La obra, tal como sugiere su título, plantea interesantes juegos lingüísticos, que se concretan a través de: la utilización en largas secciones, del así llamado lenguaje de coba; del juego con el recurso de la intertextualidad -al introducir en lo narrado, de modo natural y anónimo, versos o fragmentos de letras de canciones-; de la transcripción de cartas o guiones cinematográficos.
Celia Velasco.

## Vida personal
Desde 1974 está casada con el bailarín y actor de teatro Wilson Pico con quien tiene dos hijos.

## Obras
Azulinaciones, su obra más destacada, es una novela que se desarrolla en una época crítica de transición histórica, política y social donde existe una constante interacción de significaciones y usos de discursos mediante las cuales los ideólogos retan los cánones sociales e ideologías por medio de la parodia, la sátira y el juego que permiten una subversión de los valores dentro de la sociedad.
En esta novela, se relata las dinámicas e interacciones de un grupo de jóvenes quiteños durante la década del setenta; presenta diversas experiencias que agobian a los jóvenes: encuentros sexuales, la ciudad y vicios como la droga y el alcohol, la jerga del momento, las lecturas y la política. El personaje principal, Graciela, atraviesa diferentes situaciones que la confrontan dolorosamente en su proceso de afirmación femenina.

#### Libros
- 1989: Azulinaciones.
- 1992: Mujeres en torno a un ataúd.
- 1998: Mujeres contracorriente : voces de líderes indígenas. Junto a Emma Cervone y Lucía Chiriboga[21]

#### Ensayos
- 1991: El labrador del aire y el teatro de Miguel Hernández.[22]

- 2002: Nace una danza : una mirada a la danza en los años setenta en el Ecuador.
- 2012: Canción de amor que se anida en mi pecho.[22]

#### Poesía
- 1985: Heréticos y eróticos.
- 1992: Cantos.
- 2001: Nave palabra.[23]
- 2005: No me digas que me amas.[24]
- 2011: Jaula de signos.[23]
- 2013: Viaje: Mecánica y Pasión de los Objetos. Junto a María Ángeles Pérez López.

### Ediciones y compilaciones
- 2007: Wilson Pico 40 años en escena.

## Reconocimientos
- 1989: Recibió el Premio Aurelio Espinosa Polit por Azulinaciones empleando un pseudónimo masculino.
- 1989: Premio Gabriela Mistral de Poesía del “Club Femenino de Cultura” (1989) por Azulinaciones.